# Phan Sang
Phan Sang (1931–2010 tại Hà Nội ) là nhà báo Việt Nam nổi tiếng với chủ đề thể thao. Ông được bạn bè và đồng nghiệp phong là "Người chép lịch sử thể thao bằng hình ảnh". Ông được xem là "cây đại thụ" trong làng Ảnh thể thao Việt Nam. Gia đình cố nhà báo đã quyết định trao tặng tất cả các tác phẩm với số lượng 19 234 ảnh, 100 237 phim âm bản và 312 cuộn phim, trong đó có những bức ảnh chưa từng được công bố cho Tổng cục Thể dục Thể thao Việt Nam.

## Tiểu sử
Nhà báo Phan Sang sinh ra tại thôn Đa Phúc, xã Sài Sơn, huyện Quốc Oai, Hà Nội.

## Sự nghiệp
Năm 15 tuổi, ông bắt đầu học nghề ảnh tại Thái Lan. Năm 1960, ông về nước. Sau đó 1 năm, ông được tuyển làm phóng viên nhiếp ảnh đầu tiên của Báo Thể thao Việt Nam.